# Trailhof
Der Trailhof ist ein Weiler bei Oberbrüden, einem Ortsteil der Gemeinde Auenwald im baden-württembergischen Rems-Murr-Kreis. Der Ort liegt im Naturpark Schwäbisch-Fränkischer Wald.

## Geographische Lage
Der Trailhof besteht aus etwa dreißig Gebäuden und liegt im Naturraum Murrhardter Wald auf der Hochebene nordöstlich des Dorfs Oberbrüden in einer Rodungsinsel. Er hat ein Weichbild aus Obstwiesen, etwas weiter von der Ortsgrenze entfernt gibt es dann mehr Wiesen als Äcker.
Wenig südlich von Trailhof entsteht der Trailklingenbach, ein Waldklingenbach, der über den Heslachbach zum Brüdenbach entwässert, einem Zufluss der Weißach. Etwas ferner im Nordwesten und Norden entspringen die Quelläste des Alten Haubachs, einer der beiden Brüdenbach-Oberläufe. Der Osten der Rodungsinsel entwässert dagegen über das Saubächle sowie weitere kleinere Klingenbäche zum Hörschbach, der deutlich oberhalb der Weißach ebenfalls die Murr speist.
Umliegende Ortschaften sind Murrhardt-Siebenknie, Murrhardt-Waltersberg, Althütte-Hörschhof, Rottmannsberger Sägmühle, Rottmannsberg, Heslachhof, Oberbrüden, Utzenhof, Tiefental und der zu Sulzbach an der Murr gehörende Eschelhof (im Uhrzeigersinn).
Östlich des Trailhofs befand sich die im 19. Jahrhundert verlassene Ortschaft Streitweiler. 

## Geschichte
Die Hochebene beim heutigen Trailhof wurde schon in der Steinzeit als Wohnplatz genutzt. 1937 fand der Trailhöfer Landwirt Gotthilf Gruber auf seinem Acker ein Steinbeil aus der Jungsteinzeit. Weitere Funde wurden von dem Heimatforscher Emil Kost auf den Fluren Hofäcker, Schlegelsberg und Streitweiler gemacht. Heimatforscher Werner Pabst konnte ebenfalls diverse steinzeitliche Werkzeuge auf den Fluren beim Trailhof finden. Ein Teil der Fundstücke befindet sich heute im Heimatmuseum Weissach im Tal.
Die Herkunft des Ortsnamens Trailhof ist nicht ganz klar. Erstmals erwähnt wurde der Ort als Trolenberg im Jahre 1371. Später erscheint der Ort in den Urbaren als Treelberg (1528), Trehelberg, Threllhoff und Trellhoff. Auf einer Karte von Georg Gadner (1593) erscheint der Ort als Treilhof. Im Forstlagerbuch von Andreas Kieser (1686) heißt der Ort Dreylhoff. Nach Lutz Reichardt könnte der Ortsname von dem althochdeutschen Wort trogilin (kleiner Trog, Wanne) abgeleitet sein. Ebenfalls denkbar wäre eine Ableitung von einem germanischen Personennamen, zum Beispiel Dragulf.
Nördlich des Trailhofs (Gewann Alter Hau) fand man Mitte des 19. Jahrhunderts Keramik- und Glasfragmente. Wahrscheinlich handelte es sich um Reste einer Glashütte.
Nach der gescheiterten Revolution von 1848/1849 erwarb der württembergische Revolutionär Theodor Mögling ein Bauerngütchen im Trailhof, wo er mit unzulänglichen Arbeitsmitteln schwere Feldarbeiten selber verrichtete. Erschöpft von der Arbeit und nach mehreren Schlaganfällen starb er 1867.

### Einwohnerentwicklung
- 1808: 36 Einwohner[8]
- 1810: 34 Einwohner[9]
- 1828: 34 Einwohner[10]
- 1835: 33 Einwohner[11]
- 1847: 48 Einwohner[12]
- 1854: 44 Einwohner[13]
- 1866: 50 Einwohner[14]
- 1871: 52 Einwohner[15]
- 1877: 35 Einwohner[16]

## Vereinsleben
- Motorradclub MC Trailhof e.V. (gegründet 1994).